# Noche caliente (dos historias de Jack Reacher)
Noche caliente (Dos historias de Jack Reacher) es una colección de dos novelas breves escritas por Lee Child pertenecientes a la saga Jack Reacher. Fue editada por la editorial Blatt & Ríos en 2017. Las historias fueron originalmente publicadas por Delacorte Press junto con otros diez cuentos de Jack Reacher en la antología No Middle Name. Los diez cuentos en español fueron publicados por separado, también por Blatt & Ríos, en Sin segundo nombre. La traducción, en ambos casos, estuvo a cargo de Aldo Giacometti.  

## Sinopsis
En Noche caliente un joven Jack Reacher visita Nueva York bajo un calor sofocante, la noche del gran apagón de 1977, y se envuelve en una trama que incluye a la mafia, a una agente suspendida del FBI y al asesino serial “El Hijo de Sam”.
En Guerras pequeñas, Jack Reacher, ya como policía militar, tiene que investigar el homicidio de una recién ascendida teniente coronel.

## Recepción
Respecto a la antología completa, la reseña de Publishers Weekly afirma que "este volumen demuestra lo que sus fans ya saben hace tiempo:[Child] es un narrador nato y un astuto observador." Kirkus Reviews comentó "La forma corta es refrescante". Al escribir para el Evening Standard, Mark Sanderson sostuvo que "Lee Child, al igual que su creación, siempre sabe exactamente lo que está haciendo, y lo hace bien. El tiempo nunca está desperdiciado con su compañía".